# TrES-1
TrES-1, també coneguda com a GSC 02652-01324, és una estrella nana taronja de seqüència principal a uns 523 anys llum de distància a la constel·lació de la Lira. De magnitud aparent 11,42 a l'espectre visible, no és observable a l'ull nu des de la Terra. S'hi troba situada a una distància de 160,4 ± 0,7 pc (∼523 anys llum) del Sol.
Es tracta d'una nana taronja de tipus espectral K0V. Amb una massa de 0,88 ± 0,07 masses solars i amb un radi de 0,85 ± 0,05 radis solars, és l'objecte primari d'un sistema planetari del qual l'únic objecte secundari conegut al maig de 2015 és TrES-1b, un exoplaneta confirmat. Aquest és el primer planeta en haver estat descobert el 2004 pel Trans-Atlantic Exoplanet Survey (TrES) pel mètode dels trànsits. Es tracta d'un planeta gegant gasós de curt període de revolució, del tipus Júpiter ardent.